# 메추라기증
메추라기증(Coturnism)은 유독식물을 주워먹은 메추라기를 사람이 잡아먹었을 때 일어나는 중독증이다. 대표적인 증상으로 횡문근융해증 등이 있다.